# Jacques Serres
Jacques Serres  est un acteur français, réalisateur, metteur en scène de théâtre et parolier né le 22 octobre 1938 à Toulouse (Haute-Garonne).

## Biographie
Entré dans le monde du travail après ses études, Jacques Serres a été acteur et chanteur amateur jusqu'à son service militaire.
Il a suivi les cours de l'école d'art dramatique Charles Dullin.
Il débute au théâtre en 1963. Il joue notamment avec la compagnie Roger Planchon et au théâtre de Bourgogne.
Son premier rôle important au théâtre est dans En attendant Godot. Il y tient le rôle d'Estragon. Il joue la pièce plus de 400 fois à Paris, et la reprend en 1977.
C'est la télévision qui le fait connaître en 1970 avec le téléfilm De la belle ouvrage,oeuvre qui reçoit le prix Albert Ollivier. Il devient un visage familier des téléspectateurs comme Pierre Santini, avec lequel il jouera au théâtre en 1992.
Au cinéma, il tient le premier rôle masculin dans Le Pays bleu  aux côtés de Brigitte Fossey. On le voit aussi aux côtés de Lino Ventura et Patrick Dewaere dans Adieu Poulet.
A la télévision, il est apparu dans de nombreuses séries telles Les Enquêtes du commissaire Maigret, Les Cinq Dernières Minutes, Commissaire Moulin et dans des sagas de l'été : Le Vent des moissons, Orages d'été et Les Cœurs brûlés. Très présent à la télévision, il maintient tout au long de sa carrière une activité importante au théâtre.
Il a écrit comme parolier des chansons pour Martine Sarri. Il est par ailleurs l'auteur de paroles en français pour l'hymne européen.
Il a réalisé le court métrage Johnny Albert.
En 1994, il écrit et met en scène la pièce Qu'est-ce qu'on pour être heureux au théâtre des Boucles de la Marne.
Il a publié plusieurs livres, notamment en 2006, Délirum trés mince aux éditions du bout de la rue.

## Filmographie

### Cinéma
- 1971 : Le Sauveur de Michel Mardore : le second fils de Monnery
- 1973 : Le monde était plein de couleurs de Jean-Daniel Simon : L'employé de banque
- 1974 : Il pleut toujours où c'est mouillé de Jean-Daniel Simon : Pierre
- 1975 : Adieu Poulet de Pierre Granier-Deferre : L'inspecteur Martin
- 1977 : Le Pays bleu de Jean-Charles Tacchella : Mathias
- 1978 : En l'autre bord de Jérôme Kanapa : un infirmier
- 1981 : L'Homme fragile de Claire Clouzot : Mezailles
- 1981 : La Flambeuse de Rachel Weinberg : Loulou
- 1981 : Croque la vie de Jean-Charles Tacchella : Bernard
- 1982 : La Guérilléra de Pierre Kast : Jacques
- 1987 : Travelling avant de Jean-Charles Tacchella : Roger
- 2003 : Supernova (Expérience n°1) de Pierre Vinour : Léonard
- 2009 : No pasaran d'Éric Martin et Emmanuel Caussé : Pierre Laborde
- 2013 : Cinématon #2762 de Gérard Courant
- 2016 : Nous n'étions pas des héros de Nasreddine Guenefi
- 2021 : Héliopolis de Djaffar Gacem : Marcel Lavie

### Courts métrages
- 1972 : Jour de classe d'Henri Jouf
- 1991 : Ennui mortel de Philippe Bérenger
- 2006 : Johnny Albert de Jacques Serres : Nightwatchman/Cowboy
- 2008 : Soudain ses mains de Jacques Serres : Foscatto
- 2012 : Le dernier rôle de Jacques Serres de François Goetghebeur et Nicolas Lebrun : lui-même

### Télévision
- 1965 : Glück in Frankreich de Paul May : Eisverkäufer
- 1970 : De la belle ouvrage de Maurice Failevic : Pierre
- 1970 : La Brigade des maléfices, épisode La Septième Chaine de Claude Guillemot : Antoine Tourmelon
- 1971 : Les Enquêtes du commissaire Maigret de Marcel Cravenne, épisode Maigret aux assises : Gaston Meurant
- 1972 : Le temps d'un été de Maurice Failevic : Jean
- 1973 : L'amour du métier d' Yves Laumet : André
- 1973 : L'inconnue de la Seine d' Olivier Ricard : Georges Werther
- 1973 : La Ligne de démarcation  (épisode : Alex) : Marcel Berthet
- 1974 : L'auberge de l'abîme de Jean-Loup Berger : Le compagnon
- 1974 : Les petits enfants du siècle de Michel Favart : Le représentant en télés
- 1974 : Les Cinq Dernières Minutes de Claude Loursais, épisode Rouges sont les vendanges : l'employé SNCF
- 1976 : Erreurs judiciaires (épisode : Copie vraiment conforme) : Manin, le photographe
- 1977 : Les Cinq Dernières Minutes, épisode Le Goût du pain de Claude Loursais : Bruneau
- 1977 : Les samedis de l'histoire (épisode : Un été albigeois) : Robin
- 1977 : Brigade des mineurs (épisode : La neige de Noël) : René Barcini
- 1978 : Le vent sur la maison de Franck Appréderis : Jean
- 1978 : La Vie comme ça de Jean-Claude Brisseau : le père de Florence
- 1978 : Les Cinq Dernières Minutes épisode Techniques douces de Claude Loursais : le gendarme
- 1978-1979 : L'inspecteur mène l'enquête 2 épisodes : Albert Duray
- 1980 : Opération Trafics (épisode : Drôle de pastis) : Maurice
- 1980 : Un jour de presqu'hiver de Christian Marc : Fernand
- 1980 : Julien Fontanes, magistrat épisode Par la bande de François Dupont-Midy : Serge Marquigny
- 1980 : La fin du marquisat d'Aurel (minisérie) : Testanière
- 1980 : La grande chasse de Jean Sagols : D'Ustagel
- 1980 : Colline de Lazare Iglésis
- 1980 : Docteur Teyran de Jean Sagols : Beauvais
- 1981 : Ange, gardien de Joseph Drimal : Ange
- 1981 : Vilar...Jean de Jean Sagols : Etienne Vilar
- 1981 : Mon meilleur Noël (épisode : l'enfant de coeur) : Dodo
- 1982 : Télévision de chambre (épisode : Les ombres) de Jean-Claude Brisseau : Pierre, le père
- 1982 : Le Jour le plus court de Pierre Kast : Roger
- 1982 : La gourmande de Jean-Daniel Simon : Pierre
- 1984 : Image interdite de Jean-Claude Charnay : Tom Guy
- 1985 : Terre classée de Jacques Cornet : Etienne
- 1985 : Les fanas du ciné de Jean Sagols
- 1985 : Le paria  de Denys de la Patellière (série télévisée) 3 épisodes
- 1976-1986 : Cinéma 16 (épisodes : Un été à Vallon : Charles Mercier/Le premier voyage : Charles/Point commun : Lucien/Pas perdus : Mathieu Féraud, le délégué CGT/L'amour tango : Charles)
- 1987 : L'heure Simenon (épisode : Cour d'assises) : Eugène
- 1987 : Drôles d'occupations d'Alain Boudet (minisérie) : Jeannot
- 1988 : Le Vent des moissons de Jean Sagols (feuilleton TV)
- 1989 : L'agence (épisode : La croisière)
- 1989 : Orages d'été de Jean Sagols (feuilleton TV) : Bultel
- 1990 : L'Ami Giono (épisode : Joffroi de la Maussan) : Fonse
- 1990 : Orages d'été, avis de tempête de Jean Sagols (feuilleton TV) : Bultel
- 1990 : Marie Pervenche (épisode : La bulle) : l'homme du RAID
- 1990 : Les enfants de Lascaux de Maurice Bunio : Jérémie
- 1990 : Les mouettes, de Jean Chapot : Marcel
- 1991 :  L'héritière, de Jean Sagols : Delmas
- 1992 : Honorin et la Loreleï de Jean Chapot : Léonce
- 1992 : Les Cœurs brûlés de Jean Sagols (feuilleton TV) : Marcel Mercier
- 1992 : Beaumanoir de Josette Paquin et Catherine Roche : Pierre Fonroque
- 1993 : Polly West est de retour de Jean Chapot : Léonce
- 1994 : Lise ou l'affabulatrice de Marcel Bluwal : Leclair
- 1996 : Novacek (épisode : Guérilla)
- 1996 : Un dimanche chez les Pinto d'Yvette Caldas
- 1997 : Cassidi et Cassidi (minisérie) : Ange Peraldi
- 1997 : Une femme d'honneur : Les pirates de la route : Delamarre
- 1998 : Chez ma tante de Daniel Ravoux : Dupres
- 1998 : Commissaire Moulin : Le Bleu : Petit Robert
- 1999 : La Vocation d'Adrienne de Joël Santoni : M. Marcel
- 2000 : Navarro : Bus de nuit : Gonzales
- 2003 : Le Don fait à Catchaires de William Gotesman : Romain
- 2004 : Dans la tête du tueur de Claude-Michel Rome : le colonel Fresnoy
- 2008 : S.O.S. 18 :  Dialogues de sourds, Le temps qui reste : Patrick
- 2013 : Il faut marier maman de Jérôme Navarro : Delmas
- 2013 : Vive Groland de Gérard Courant : lui-même

## Théâtre
- 1964 : Le malade imaginaire, mise en scène de David Frizman
- 1964 : Les Fourberies de Scapin, mise en scène de Jean-Jacques Robert - Compagnie J. Gosselin
- 1964 : Damné pour manque de foi de Tirso de Molina , mise en scène d'André Cabanis
- 1964 : Le grand valet de Pierre Jacques Heliaz, mise en scène de Jean-Jacques Robert
- 1965 : L'avare, mise en scène d'André Steiger - Théâtre de Bourgogne
- 1966 : En attendant Godot de Samuel Beckett
- 1966 : La remise, mise en scène de Roger Planchon Théâtre de l'Odéon
- 1966 : Auguste G. d'Armand Gatti, mise en scène de Jacques Rosner Théâtre de l'Odéon
- 1966 : Troïlus et Cressida, mise en scène de Roger Planchon Théâtre de l'Odéon
- 1969 : Sa Majesté mon frère, mise en scène de Maurice Bray
- 1969 : Montserrat, mise en scène de Michel Peyrelon, festival de Chalençon
- 1970 : Le sacrifice du bourreau de René de Obaldia
- 1970 : Grand-peur et misère du Troisième Reich , mise en scène d'André Steiger - Théâtre de Bourgogne
- 1972 : En regardant tomber les murs de Guy Foissy
- 1972 : Edouard et Aggripine de René de Obaldia
- 1972 : Le grand vizir de René de Obaldia
- 1974 : Rhubarbe de Guy Foissy, mise en scène de Claudine Vattier
- 1976 : Les Revenants de Henrik Ibsen, mise en scène de Georges Damel
- 1976 : Topaze de Marcel Pagnol, mise en scène de Jacques Ardouin
- 1977 : En attendant Godot mise en scène de Georges Daniel
- 1977 : Full up de Guy Foissy, mise en scène de Claudine Vattier - Théâtre Gramont
- 1977 : Les dix jours de John Reed, mise en scène de Raymond Gerbal - Théâtre Romain Roland
- 1981 : Sur la Terre de Pablo Neruda, mise en scène de Marc Olivier
- 1982 : Gigogne de René Escudié, mise en scène de P.E.Eyman Théâtre de l'Est parisien
- 1985 : Les ennemis de Maxime Gorki, mise en scène de Pierre Meyraud Théâtre de Chelles
- 1992 : Ami entends-tu? de Pierre Santini, mise en scène de Pierre Santini et Zoran Tasik - Théâtre du bord de Marne
- 1994 : Qu'est ce qu'on pour être heureux, écrit et mis en scène par Jacques Serres - Théâtre des Boucles de la Marne
- 1996 : Un coin d'azur, mise en scène de Jean Bouchaud Théâtre Labruyère
- 1998 : Court circuit, mise en scène de Stéphane Meldegg
- 2005 : Le mariage de Barillon, mise en scène de Jacques Échantillon au Palais-Royal
- 2005 : Lorenzaccio, mise en scène de Marcelle Tassencourt

## Publications
- Délirium très mince, Editions du bout de la rue, 2006,  (ISBN 9782952146883)
- La pierre éternelle, Editions du bout de la reue, 2009,  (ISBN 9782916620312)
- Roses, impairs et passes, Presses électroniques de france, 2014,  (ISBN 9791022001670)